# مصطفى بوشينة
مصطفى بوشينة (مواليد 10 أغسطس 1991، الحمامات) هو لاعب كرة قدم جزائري محترف لعب كمدافع مع نادي اتحاد الجزائر في الرابطة الجزائرية المحترفة الأولى.

## المسيرة
من عام 2013 إلى 2020، لعب لصالح نادي بارادو، وفي 2020، وقع عقدًا لمدة عامين مع نادي اتحاد الجزائر.
في 26 أغسطس 2017، خاض أول مباراة له في دوري الرابطة الجزائرية المحترفة الأولى. 15 سبتمبر 2017، سجل هدفه الأول على نادي شبيبة القبائل. شارك مع نادي بارادو في مسابقة كأس الكونفدرالية الإفريقية موسم 2019-2020.

## التكريمات

### معنادي اتحاد الجزائر
- كأس الكونفيدرالية الأفريقية: 2022–23.[5]